# Cortodera
Коротунка (лат. Cortodera Mulsant, 1863) — рід жуків з родини Скрипунових. Відповідно до сучасних даних молекулярної філогенії рід Коротунка є частиною триби Самоцвітцеві

## Поширення
В Україні поширено 8 видів:
- Коротунка стегнувата — Cortodera femorata (Fabricius, 1787)
- Коротунка жовторука — Cortodera flavimana Waltl, 1996
- Коротунка оксамитова — Cortodera holosericea (Fabricius, 1801)
- Коротунка плечиста — Cortodera humeralis (Schaller, 1783)
- Коротунка Рейтерова — Cortodera reitteri Pic, 1891
- Коротунка валькувата — Cortodera tibialis (Marseul, 1876)
- Коротунка волохата — Cortodera villosa Heyden, 1876

Інші види
- Коротунка різнобарвна — Cortodera discolor Fairmaire, 1886
- Коротунка Кізенветтерова — Cortodera kiesenwetteri Pic 1893